# Cenophengus howdeni
Cenophengus howdeni is een keversoort uit de familie Phengodidae. De wetenschappelijke naam van de soort is voor het eerst geldig gepubliceerd in 1986 door Zarazoga.